# 邵岗乡
邵岗乡，是中华人民共和国安徽省六安市霍邱县下辖的一个乡镇级行政单位。

## 行政区划
邵岗乡下辖以下地区：
坎山村、潘嘴村、上郢村、尧塘村、何郢村、焦桥村、邵岗村、沣河村和茨墩村。